# Tinaminae
Tinaminae zijn een onderfamilie uit de vogelfamilie Tinamoes. De onderfamilie bestaat uit 3 geslachten en 29 soorten.

## Geslachten en soorten
- Tinamus
  - Grijze tinamoe (Tinamus tao)
  - Kluizenaarstinamoe (Tinamus solitarius)
  - Zwarte tinamoe (Tinamus osgoodi)
  - Grote tinamoe (Tinamus major)
  - Witkeeltinamoe (Tinamus guttatus)
- Nothocercus
  - Bergtinamoe (Nothocercus bonapartei)
  - Roodkoptinamoe (Nothocercus julius)
  - Zwartkaptinamoe (Nothocercus nigrocapillus)
- Crypturellus
  - Grauwe tinamoe (Crypturellus cinereus)
  - Berlepsch' tinamoe (Crypturellus berlepschi)
  - Roodpoottinamoe (Crypturellus erythropus)
  - Kleine tinamoe (Crypturellus soui)
  - Teptui-tinamoe (Crypturellus ptaritepui)
  - Bruine tinamoe (Crypturellus obsoletus)
  - Marmertinamoe (Crypturellus undulatus)
  - Wenkbrauwtinamoe (Crypturellus transfasciatus)
  - Braziliaanse tinamoe (Crypturellus strigulosus)
  - Grijspoottinamoe (Crypturellus duidae)
  - Geelpoottinamoe (Crypturellus noctivagus)
  - Zwartkoptinamoe (Crypturellus atrocapillus)
  - Grijsborst tinamoe (Crypturellus boucardi)
  - Choco-tinamoe (Crypturellus kerriae)
  - Bonte tinamoe (Crypturellus variegatus)
  - Struiktinamoe (Crypturellus cinnamomeus)
  - Rosse tinamoe (Crypturellus brevirostris)
  - Barletts tinamoe (Crypturellus bartletti)
  - Kortsnaveltinamoe (Crypturellus parvirostris)
  - Gebandeerde tinamoe (Crypturellus casiquiare)
  - Tataupa-tinamoe (Crypturellus tataupa)